# Рідлі (Каліфорнія)
Рідлі (англ. Reedley) — місто (англ. city) в США, в окрузі Фресно штату Каліфорнія. Населення — 25 227 осіб (2020).

## Географія
Рідлі розташоване за координатами 36°35′57″ пн. ш. 119°26′53″ зх. д. / 36.59917° пн. ш. 119.44806° зх. д. (36.599207, -119.448035).  За даними Бюро перепису населення США в 2010 році місто мало площу 13,35 км², з яких 13,17 км² — суходіл та 0,19 км² — водойми. В 2017 році площа становила 14,50 км², з яких 14,32 км² — суходіл та 0,19 км² — водойми.

## Демографія
Згідно з переписом 2010 року, у місті мешкали 24 194 особи в 6569 домогосподарствах у складі 5455 родин. Густота населення становила 1812 особи/км².  Було 6867 помешкань (514/км²).
Расовий склад населення:
| - 58,3 % — білих - 3,3 % — азіатів - 1,1 % — корінних американців - 0,7 % — чорних або афроамериканців - 32,4 % — осіб інших рас |

До двох чи більше рас належало 4,1 %. Частка іспаномовних становила 76,3 % від усіх жителів.
За віковим діапазоном населення розподілялося таким чином: 32,5 % — особи молодші 18 років, 58,0 % — особи у віці 18—64 років, 9,5 % — особи у віці 65 років та старші. Медіана віку мешканця становила 29,1 року. На 100 осіб жіночої статі у місті припадало 104,0 чоловіків;  на 100 жінок у віці від 18 років та старших — 102,7 чоловіків також старших 18 років.
Середній дохід на одне домашнє господарство  становив 56 513 долари США (медіана — 44 228), а середній дохід на одну сім'ю — 58 104 долари (медіана — 43 818). Медіана доходів становила 31 160 доларів для чоловіків та 33 000 доларів для жінок. За межею бідності перебувало 26,7 % осіб, у тому числі 38,1 % дітей у віці до 18 років та 9,8 % осіб у віці 65 років та старших.
Цивільне працевлаштоване населення становило 10 269 осіб. Основні галузі зайнятості: сільське господарство, лісництво, риболовля — 29,1 %, освіта, охорона здоров'я та соціальна допомога — 23,1 %, роздрібна торгівля — 8,0 %, виробництво — 7,5 %.